# Casa de Artésia
A Casa de Artésia (Artois) foi um ramo cadete da dinastia capetiana, descendente de Luís, o Leão, rei da França, através de seu filho, Roberto I (1216 - 1250). Roberto recebeu o condado de Artésia como apanágio por vontade de seu pai.
Em 1297, Roberto II de Artésia, foi um dos três príncipes capetianos adicionados ao Pariato da França. Após a morte de Roberto II em 1302, o condado foi reivindicado por sua filha Matilde de Artésia e seu neto paterno Roberto III. O Parlamento de Paris decidiu a favor de Matilde, e Roberto III recebeu o senhorio de Beaumont-le-Roger como indenização.
Roberto mais tarde perdeu suas terras por estar produzindo documentos falsos em apoio às suas reivindicações no processo de Artésia. O condado de Artésia foi herdado pelos descendentes de Matilde, que se alinharam a Casa de Borgonha, outro ramo da dinastia capetiana.
Os filhos de Roberto III receberam títulos franceses e lutaram na Guerra dos Cem Anos contra os ingleses. A linha masculina da Casa de Artésia foi extinta em 1472.